# ویلمینگتون (نیویورک)
ویلمینگتون (به انگلیسی: Wilmington) یک منطقهٔ مسکونی در ایالات متحده آمریکا است که در شهرستان اسکس، نیویورک واقع شده‌است. ویلمینگتون ۱۶۹٫۵۷ کیلومتر مربع مساحت و ۱٬۲۵۳ نفر جمعیت دارد و ۳۳۳ متر بالاتر از سطح دریا واقع شده‌است.